# Price Tag (single)
Price Tag is de tweede single van Jessie J's debuutalbum Who You Are. De single werd in maart 2011 uitgebracht in Nederland. Het nummer werd geschreven door Jessie J, B.o.B, Claude Kelly en Dr. Luke, wie ook voor de productie van het nummer verantwoordelijk is. Price Tag is op 11 maart 2011 verkozen tot "Alarmschijf" op Radio 538. In Nieuw-Zeeland en het Verenigd Koninkrijk kwam het nummer binnen op de nummer 1-positie van de hitlijsten. Door in de tweede week op nummer 1 te blijven staan, voorkwam het nummer dat Born This Way van Lady Gaga op nummer 1 binnenkwam. In de Verenigde Staten debuteerde Price Tag op nummer 88 van de Billboard Hot 100.

## Recensies
Het lied ontving vooral positieve recensies. Het lied werd veel vergeleken met Party in the U.S.A. van Miley Cyrus, dat mede door Jessie J werd geschreven. Verder wordt het lied geprezen om het gebruik van reggae-invloeden en het makkelijk mee te zingen refrein.

## Videoclip
De videoclip werd geregisseerd door Emil Nava en kwam op 30 januari 2011 uit op YouTube. De video begint met een teddybeer, terwijl er een kinderliedje vanuit een muziekdoos wordt afgespeeld. Naast de beer zit een jonge versie van Jessie J. Als het lied begint verandert het jonge meisje in de huidige Jessie. Vervolgens zingt Jessie het lied in een aantal simpele schoten, voor een muur welke gedurende de clip een aantal lichte en zachte kleuren vertoont. Ook is ze te zien als marionet en rondfietsend op een kleine driewieler. Ook B.o.B verschijnt in de clip voor een simpel gekleurde muur.

## Hitnoteringen

### Nederlandse Top 40
| Hitnotering: 26-03-2011 t/m 06-08-2011 | Hitnotering: 26-03-2011 t/m 06-08-2011 | Hitnotering: 26-03-2011 t/m 06-08-2011 | Hitnotering: 26-03-2011 t/m 06-08-2011 | Hitnotering: 26-03-2011 t/m 06-08-2011 | Hitnotering: 26-03-2011 t/m 06-08-2011 | Hitnotering: 26-03-2011 t/m 06-08-2011 | Hitnotering: 26-03-2011 t/m 06-08-2011 | Hitnotering: 26-03-2011 t/m 06-08-2011 | Hitnotering: 26-03-2011 t/m 06-08-2011 | Hitnotering: 26-03-2011 t/m 06-08-2011 | Hitnotering: 26-03-2011 t/m 06-08-2011 | Hitnotering: 26-03-2011 t/m 06-08-2011 | Hitnotering: 26-03-2011 t/m 06-08-2011 | Hitnotering: 26-03-2011 t/m 06-08-2011 | Hitnotering: 26-03-2011 t/m 06-08-2011 | Hitnotering: 26-03-2011 t/m 06-08-2011 | Hitnotering: 26-03-2011 t/m 06-08-2011 | Hitnotering: 26-03-2011 t/m 06-08-2011 | Hitnotering: 26-03-2011 t/m 06-08-2011 | Hitnotering: 26-03-2011 t/m 06-08-2011 | Hitnotering: 26-03-2011 t/m 06-08-2011 |
| Week:                                  | 1                                      | 2                                      | 3                                      | 4                                      | 5                                      | 6                                      | 7                                      | 8                                      | 9                                      | 10                                     | 11                                     | 12                                     | 13                                     | 14                                     | 15                                     | 16                                     | 17                                     | 18                                     | 19                                     | 20                                     |                                        |
| -------------------------------------- | -------------------------------------- | -------------------------------------- | -------------------------------------- | -------------------------------------- | -------------------------------------- | -------------------------------------- | -------------------------------------- | -------------------------------------- | -------------------------------------- | -------------------------------------- | -------------------------------------- | -------------------------------------- | -------------------------------------- | -------------------------------------- | -------------------------------------- | -------------------------------------- | -------------------------------------- | -------------------------------------- | -------------------------------------- | -------------------------------------- | -------------------------------------- |
| Positie:                               | 20                                     | 8                                      | 6                                      | 4                                      | 4                                      | 3                                      | 2                                      | 2                                      | 6                                      | 5                                      | 8                                      | 9                                      | 10                                     | 15                                     | 18                                     | 20                                     | 21                                     | 24                                     | 33                                     | 40                                     | uit                                    |

### NederlandseSingle Top 100
| Hitnotering: 19-03-2011 t/m 03-09-2011 | Hitnotering: 19-03-2011 t/m 03-09-2011 | Hitnotering: 19-03-2011 t/m 03-09-2011 | Hitnotering: 19-03-2011 t/m 03-09-2011 | Hitnotering: 19-03-2011 t/m 03-09-2011 | Hitnotering: 19-03-2011 t/m 03-09-2011 | Hitnotering: 19-03-2011 t/m 03-09-2011 | Hitnotering: 19-03-2011 t/m 03-09-2011 | Hitnotering: 19-03-2011 t/m 03-09-2011 | Hitnotering: 19-03-2011 t/m 03-09-2011 | Hitnotering: 19-03-2011 t/m 03-09-2011 | Hitnotering: 19-03-2011 t/m 03-09-2011 | Hitnotering: 19-03-2011 t/m 03-09-2011 | Hitnotering: 19-03-2011 t/m 03-09-2011 |
| Week:                                  | 1                                      | 2                                      | 3                                      | 4                                      | 5                                      | 6                                      | 7                                      | 8                                      | 9                                      | 10                                     | 11                                     | 12                                     | 13                                     |
| -------------------------------------- | -------------------------------------- | -------------------------------------- | -------------------------------------- | -------------------------------------- | -------------------------------------- | -------------------------------------- | -------------------------------------- | -------------------------------------- | -------------------------------------- | -------------------------------------- | -------------------------------------- | -------------------------------------- | -------------------------------------- |
| Positie:                               | 24                                     | 10                                     | 8                                      | 13                                     | 16                                     | 9                                      | 3                                      | 3                                      | 7                                      | 7                                      | 11                                     | 14                                     | 20                                     |
| Week:                                  | 14                                     | 15                                     | 16                                     | 17                                     | 18                                     | 19                                     | 20                                     | 21                                     | 22                                     | 23                                     | 24                                     | 25                                     |                                        |
| Positie:                               | 5                                      | 12                                     | 15                                     | 17                                     | 25                                     | 26                                     | 43                                     | 51                                     | 52                                     | 53                                     | 65                                     | 78                                     | uit                                    |

### VlaamseUltratop 50
| Hitnotering: 09-04-2011 t/m 16-07-2011 | Hitnotering: 09-04-2011 t/m 16-07-2011 | Hitnotering: 09-04-2011 t/m 16-07-2011 | Hitnotering: 09-04-2011 t/m 16-07-2011 | Hitnotering: 09-04-2011 t/m 16-07-2011 | Hitnotering: 09-04-2011 t/m 16-07-2011 | Hitnotering: 09-04-2011 t/m 16-07-2011 | Hitnotering: 09-04-2011 t/m 16-07-2011 | Hitnotering: 09-04-2011 t/m 16-07-2011 | Hitnotering: 09-04-2011 t/m 16-07-2011 | Hitnotering: 09-04-2011 t/m 16-07-2011 | Hitnotering: 09-04-2011 t/m 16-07-2011 | Hitnotering: 09-04-2011 t/m 16-07-2011 | Hitnotering: 09-04-2011 t/m 16-07-2011 | Hitnotering: 09-04-2011 t/m 16-07-2011 | Hitnotering: 09-04-2011 t/m 16-07-2011 | Hitnotering: 09-04-2011 t/m 16-07-2011 |
| Week:                                  | 1                                      | 2                                      | 3                                      | 4                                      | 5                                      | 6                                      | 7                                      | 8                                      | 9                                      | 10                                     | 11                                     | 12                                     | 13                                     | 14                                     | 15                                     |                                        |
| -------------------------------------- | -------------------------------------- | -------------------------------------- | -------------------------------------- | -------------------------------------- | -------------------------------------- | -------------------------------------- | -------------------------------------- | -------------------------------------- | -------------------------------------- | -------------------------------------- | -------------------------------------- | -------------------------------------- | -------------------------------------- | -------------------------------------- | -------------------------------------- | -------------------------------------- |
| Positie:                               | 20                                     | 15                                     | 11                                     | 2                                      | 1                                      | 3                                      | 4                                      | 8                                      | 12                                     | 9                                      | 16                                     | 21                                     | 25                                     | 32                                     | 44                                     | uit                                    |

### NPO Radio 2 Top 2000
| Nummer met noteringen in de NPO Radio 2 Top 2000 | '12  | '13  |
| ------------------------------------------------ | ---- | ---- |
| Price Tag                                        | 1620 | 1945 |

1. ↑  Een vetgedrukt getal geeft de hoogste notering aan.
2. ↑  2012 was het eerste jaar met een notering voor dit nummer.
3. ↑  Deze tabel is bijgewerkt tot en met de laatste editie (2024).